# 1. československá fotbalová liga 1989/1990
1. fotbalovou ligu v sezoně 1989/1990 vyhrála Sparta. Nejlepším střelcem této sezony se stal Ľubomír Luhový z Internacionálu Slovnaft ZŤS Bratislava-Petržalka, který vstřelil 20 branek.

## Tabulka ligy
| Poř. | Tým                                  | Z  | V  | R  | P  | VG | OG | B  |
| ---- | ------------------------------------ | -- | -- | -- | -- | -- | -- | -- |
| 1.   | TJ Sparta ČKD Praha                  | 30 | 21 | 4  | 5  | 77 | 27 | 46 |
| 2.   | TJ Baník Ostrava OKD                 | 30 | 16 | 9  | 5  | 50 | 24 | 41 |
| 3.   | TJ Inter ZŤS Slovnaft Bratislava     | 30 | 16 | 5  | 9  | 55 | 30 | 37 |
| 4.   | TJ Bohemians ČKD Praha               | 30 | 14 | 7  | 9  | 43 | 31 | 35 |
| 5.   | TJ Slovan CHZJD Bratislava           | 30 | 10 | 15 | 5  | 29 | 25 | 35 |
| 6.   | TJ Plastika Nitra                    | 30 | 15 | 4  | 11 | 50 | 37 | 34 |
| 7.   | ASVS Dukla Praha                     | 30 | 12 | 7  | 11 | 41 | 32 | 31 |
| 8.   | TJ Sigma ZTS Olomouc                 | 30 | 12 | 7  | 11 | 39 | 42 | 31 |
| 9.   | TJ Vítkovice                         | 30 | 12 | 5  | 13 | 38 | 51 | 29 |
| 10.  | SK Slavia IPS Praha                  | 30 | 10 | 8  | 12 | 37 | 39 | 28 |
| 11.  | TJ RH Cheb                           | 30 | 11 | 5  | 14 | 28 | 34 | 27 |
| 12.  | TJ Zbrojovka Brno                    | 30 | 10 | 7  | 13 | 40 | 49 | 27 |
| 13.  | ASVŠ Dukla Banská Bystrica           | 30 | 10 | 5  | 15 | 35 | 42 | 25 |
| 14.  | TJ DAC Poľnohospodár Dunajská Streda | 30 | 9  | 6  | 15 | 30 | 43 | 24 |
| 15.  | TJ Spartak ZŤS Trnava                | 30 | 4  | 10 | 16 | 23 | 62 | 18 |
| 16.  | TJ ZVL Považská Bystrica             | 30 | 5  | 2  | 23 | 23 | 70 | 12 |

## Soupisky mužstev

### TJ Sparta ČKD Praha
Jan Stejskal (30/0/14) -
Miroslav Baček (1/0),
Július Bielik (21/1),
Michal Bílek (26/10),
Ivan Čabala (28/3),
Pavel Černý (15/7),
Stanislav Griga (15/6),
Ivan Hašek (27/15),
Ondrej Chovanec (1/0),
Tomáš Krejčík (1/0),
Roman Kukleta (25/17),
Vítězslav Lavička (6/0),
Tomáš Matějček (7/0),
Rudolf Matta (6/0),
Miroslav Mlejnek (28/0),
Václav Němeček (29/0),
Petar Novák (8/1),
Jiří Novotný (27/1),
Petr Podaný (11/3),
Jan Saidl (3/0),
Tomáš Skuhravý (26/13),
Petr Vrabec (14/0),
Jozef Weber (1/0) -
trenér Jozef Jarabinský, asistent Miroslav Starý

### TJ Baník Ostrava OKD
Luděk Mikloško (13/0/6),
Pavel Srniček (17/0/9) -
Radek Basta (21/0),
Dušan Fábry (9/0),
Libor Fryč (7/1),
Oldřich Haluska (15/0),
Dušan Horváth (29/7),
Viliam Hýravý (25/12),
Radomír Chýlek (30/8),
Roman Kaizar (15/1),
Pavel Kubánek (6/1),
Karel Kula (26/3),
Radim Nečas (29/5),
Zbyněk Ollender (3/0),
Miroslav Onufer (1/0),
Roman Pavelka (1/0),
Václav Pěcháček (17/0),
Roman Sialini (22/0),
Ivo Staš (28/1),
Petr Škarabela (28/11),
Dušan Vrťo (20/0),
Jiří Záleský (17/0) -
trenér Milan Máčala, asistent Jaroslav Gürtler

### TJ Inter ZŤS Slovnaft Bratislava
Ladislav Molnár (30/0/13) -
Milan Bagin (21/0),
Marcel Hulák (1/0),
Ladislav Jakubec (8/0),
Miloš Jonis (28/0),
Bartolomej Juraško (28/4),
Juraj Konderla (4/0),
Milan Krupčík (5/0),
Ľudovít Lancz (28/6),
Peter Lavrinčík (11/0),
Ľubomír Luhový (30/20),
Stanislav Moravec (25/4),
Martin Obšitník (26/4),
Ján Richter (30/2),
Milan Sedlár (8/0),
Ján Stojka (26/6),
Emil Stranianek (29/1),
Vladimír Weiss (28/8) -
trenér Jozef Adamec, asistent Štefan Šimončič a od 15. 2. 1990 i Ladislav Petráš

### TJ Bohemians ČKD Praha
Pavel Herda (3/0/0),
Petr Kouba (27/0/10) -
Miloš Beznoska (29/5),
Zdeněk Čurilla (20/2),
Bedřich Hamsa (11/1),
Petr Holota (26/5),
Július Chlpík (10/0),
Miroslav Chytra (11/0),
František Jakubec (5/0),
Miroslav Janů (20/0),
Tomáš Matějček (7/0),
Vítězslav Mojžíš (15/0),
Michal Petrouš (22/0),
Vladimír Sadílek (28/0),
Miroslav Siva (22/13),
Radek Šindelář (25/6),
Jaroslav Šišma (14/1),
Martin Šrejl (5/1),
Jiří Tymich (12/0),
Josef Vinš (29/8),
Prokop Výravský (29/0),
Karel Žárský (8/0) -
trenér Ladislav Ledecký, asistent Josef Hloušek

### TJ Slovan CHZJD Bratislava
Stanislav Fišan (2/0/0),
Ivo Schmucker (28/0/16) −
Peter Dubovský (8/1),
Vladimír Ekhardt (18/0),
Miloš Glonek (22/1),
Pavol Gostič (12/3),
Miroslav Hirko (7/2),
Miroslav Chvíla (25/2),
Jozef Juriga (26/5),
Vladimír Kinier (29/0),
Ondrej Krištofík (10/0),
Ladislav Pecko (30/5),
Miroslav Raček (1/0),
Ladislav Repáčik (15/0),
Peter Rýzek (7/0),
Ivan Schulcz (6/0),
Tomáš Stúpala (30/0),
Jaroslav Timko (27/4),
Dušan Tittel (30/3),
Vladimír Vankovič (25/1),
Eugen Varga (27/4) −
trenéři Jozef Jankech, od 28. kola Jozef Valovič, asistent Jozef Valovič (do 27. kola)

### TJ Plastika Nitra
Ivan Ondruška (1/0/0),
Peter Palúch (30/0/10) -
Róbert Barborík (1/0),
Miloš Belák (28/6),
Jozef Blaho (28/4),
Marián Bochnovič (26/1),
Dušan Borko (11/3),
Jaroslav Dekýš (26/2),
Ján Harbuľák (2/0),
Michal Hipp (29/6),
Peter Hnilica (2/0),
Peter Hovorka (21/0),
Ivan Jurík (4/0),
Jaroslav Kostoláni (14/1),
Milan Lednický (23/3),
Dušan Mášik (19/2),
Ľubomír Mihok (22/1),
Marek Mikuš (5/0),
Juraj Molnár (1/0),
Ľubomír Moravčík (29/14),
Miroslav Sovič (24/5),
Marián Süttö (7/5),
Vladimír Včelka (17/2),
Viliam Vidumský (13/0) -
trenér Milan Lešický, asistent Ivan Horn

### ASVS Dukla Praha
Petr Kostelník (9/0/3),
Josef Novák (21/0/8) -
Aleš Bažant (21/3),
Günter Bittengel (21/4),
Marek Brajer (3/1),
Dušan Fitzel (10/0),
Aleš Foldyna (25/2),
Pavel Hapal (23/4),
Ivan Hucko (4/0),
Marián Chlad (7/1),
Ivan Jurík (1/0),
Pavel Karoch (27/4),
Marián Kopča (26/0),
Pavel Korejčík (20/3),
Jozef Kostelník (4/0),
Radoslav Látal (28/1),
Milan Luhový (19/11),
Pavel Medynský (1/0),
Jiří Němec (29/3),
Václav Rada (28/3),
Jan Suchopárek (24/0),
Daniel Šmejkal (1/0),
Martin Šustáček (7/1) -
trenér Jaroslav Jareš, asistent Ivo Viktor

### TJ Sigma ZTS Olomouc
Vladimír Bubeník (17/0/6),
Jiří Doležílek (6/0/1),
Jiří Richter (7/0/1) -
Tomáš Čapka (4/0),
Radek Drulák (11/1),
Zdeněk Ďuriš (27/2),
Roman Hanus (27/2),
Pavel Hapal (3/1),
Jan Janošťák (19/1),
Pavel Jeřábek (3/0),
Leoš Kalvoda (30/1),
Miroslav Kouřil (27/9),
Oldřich Machala (30/4),
Jiří Malík (1/0),
Jan Maroši (29/9),
Robert Mokrý (4/0),
Petr Mrázek (21/1),
Josef Mucha (6/0),
Rudolf Muchka (20/0),
Petr Samec (4/0),
Roman Sedláček (29/6),
Miloš Slabý (22/0),
Oleg Šarapov (2/0),
Vitalij Šarapov (4/0),
Jiří Vaďura (28/2) -
trenér Erich Cviertna, asistent Dan Matuška

### TJ Vítkovice
Adrián Hubek (29/0/7),
Pavol Švantner (1/0/0) -
Jiří Bartl (29/6),
Stanislav Dostál (27/3),
Alois Grussmann (30/3),
Pavel Harazim (11/1),
Rostislav Jeřábek (16/5),
Miroslav Kadlec (28/8),
Miroslav Karas (14/2),
Bohuš Keler (26/1),
Luděk Kovačík (28/5),
Ivo Králík (10/0),
Petr Kraut (16/1),
Miloš Lejtrich (13/1),
Vlastimil Molnár (5/0),
Martin Plachta (19/1),
Roland Rusňák (18/1),
Jiří Salapatek (8/0),
Vlastimil Stařičný (22/0),
Oldřich Škarecký (3/0),
Alojz Špak (15/0),
Marek Trval (13/0),
Lubomír Vlk (7/0) -
trenér Karel Brückner, asistent Jaroslav Pindor

### SK Slavia Praha IPS
Zdeněk Jánoš (29/0/8),
Luboš Přibyl (1/0/0) -
Ľubomír Faktor (17/1),
Milan Frýda (23/2),
Slavomír Galbavý (5/0),
Jiří Jeslínek (10/4),
Luděk Klusáček (24/3),
Pavel Kuka (29/2),
Rostislav Macháček (7/0),
František Mysliveček (19/1),
Jiří Novák (24/4),
Gustáv Ondrejčík (22/2),
Pavel Řehák (20/2),
Dušan Susko (13/0),
Jaroslav Šilhavý (14/1),
Milan Šimůnek (21/1),
Tomáš Urban (26/5),
Pavel Vandas (13/2),
František Veselý (2/0),
Bohuš Víger (7/1),
Luboš Zákostelský (9/1),
Radek Zálešák (25/0),
Robert Žák (26/5) -
trenér Ivan Kopecký, od 6. kola Vlastimil Petržela, asistent Vlastimil Petržela (do 5. kola)

### TJ RH Cheb
Jiří Krbeček (2/0/0),
Alexander Vencel (28/0/12) -
Gabriel Bertalan (27/7),
Robert Fiala (23/3),
Oldřich Haluska (1/0),
Miroslav Hirko (20/3),
Michal Horňák (16/1),
Jiří Jeslínek (14/0),
Jiří Kabyl (29/2),
Petr Kafka (2/0),
Martin Kalenda (4/1),
Zdeněk Klucký (21/1),
Luděk Kokoška (22/0),
Milan Kolouch (19/1),
Zdeněk Koukal (11/0),
Milan Lindenthal (3/0),
Marcel Litoš (28/0),
Petr Mirovský (1/0),
Lumír Mistr (6/0),
Zbyněk Ollender (15/3),
Martin Pěnička (21/2),
Ľubomír Plevka (2/0),
Horst Siegl (26/2),
Jan Sopko (14/1),
Jaroslav Šilhavý (14/0),
František Veselý (14/1) -
trenér Dušan Uhrin, asistent Jiří Novák

### TJ Zbrojovka Brno
André Houška ml. (23/0/7),
Radek Rabušic (7/0/1),
Juraj Šimurka (1/0/0) -
Petr Čermák (12/0),
Pavel Černík (0/0),
Petr Čuhel (6/0),
Ludevít Grmela (23/2),
Tomáš Hamřík (19/0),
František Chovanec II (17/0),
Róbert Kafka (30/18),
Pavel Kobylka (25/0),
Edvard Lasota (1/0),
Petr Maléř (20/1),
Vladimír Michal (27/1),
Jaromír Navrátil (27/1),
František Schneider (25/1),
Stanislav Schwarz (29/0),
Zdeněk Svoboda (1/0),
Vladimír Šeďa (19/4),
Lambert Šmíd (26/4),
Martin Šustáček (2/0),
Jiří Zamazal (6/0),
Libor Zelníček (29/7) -
trenér František Cipro, asistent Zdeněk Fajfer

### ASVŠ Dukla Banská Bystrica
Vladimír Hrubjak (1/0/0),
Anton Jánoš (3/0/1),
Norbert Juračka (27/0/8) -
Stanislav Baláž (19/5),
Miroslav Bažík (19/1),
František Broš (7/0),
Tibor Cvacho (13/1),
Pavol Diňa (28/5),
Pavol Gostič (12/3),
Ján Janči (1/0),
Štefan Karásek (11/1),
Ivan Kozák (1/0),
Martin Kotůlek (24/0),
Jozef Majoroš (30/8),
Marek Mikuš (5/0),
Juraj Molnár (2/0),
Milan Nemec (29/2),
Ľubomír Pauk (28/1),
Rudolf Rehák (13/0),
Marek Penksa (2/0),
Karol Praženica (27/0),
Štefan Rusnák (2/0),
Vladimír Sivý (30/4),
Marián Strelec (6/0),
Milan Suchánek (11/0),
Roman Turček (1/0),
Jozef Valkučák (27/2),
Tibor Zátek (1/0) -
trenér Stanislav Jarábek, asistent Pavol Hudcovský

### TJ DAC Poľnohospodár Dunajská Streda
Stanislav Vahala (30/0/12) -
Attila Belanský (22/2),
Gabriel Boroš (2/0),
Peter Fieber (29/3),
Vratislav Chaloupka (17/1),
Ján Kapko (23/0),
Petr Kašpar (29/1),
Radko Király (21/7),
Martin Kulich (2/0),
Ján Lišivka (4/0),
Stanislav Lieskovský (13/0),
Jozef Medgyes (7/0),
Peter Medgyes (4/0),
Rudolf Pavlík (27/5),
Jozef Pisár (10/0),
Rostislav Prokop (14/1),
Mikuláš Radványi (3/2),
Július Šimon (28/4),
Igor Súkenník (11/0),
Oldřich Škarecký (14/0),
Peter Šoltés (6/0),
Marián Takáč (28/3),
Miloš Tomáš (13/0),
Marián Valach (14/0),
Alexander Végh (1/0) −
trenér Anton Dragúň, asistent František Kuczman

### TJ Spartak Trnava
Pavol Gábriška (10/0/1),
Vlastimil Opálek (20/0/5) –
Marián Brezina (27/1),
Alexander Cabaník (5/0),
Viliam Duchoň (15/0),
Libor Fašiang (30/0),
Ján Gabriel (29/4),
Ivan Hucko (13/1),
Jaroslav Hutta (27/2),
Igor Klejch (25/3),
František Klinovský (16/2),
Ján Lehnert (19/1),
Milan Malatinský (25/1),
Jaroslav Michalička (7/0),
Igor Mokroš (9/0),
Róbert Ovad (3/0),
Juraj Počuch (25/0),
Štefan Sadloň (22/2),
Ján Solár (27/2),
Marián Tibenský (4/1),
Marián Vasiľko (23/0),
Pavol Volaj (7/0) -
trenéři Ladislav Kuna (do 24. kola), Dušan Radolský (od 25. kola), asistenti Dušan Radolský (do 24. kola), Anton Malatinský (od 25. kola)

### TJ ZVL Považská Bystrica
Peter Bartek (7/0/0),
Vladimír Figura (11/0/3),
Peter Jakubech (12/0/2),
Peter Kamas (1/0/0) -
Milan Bartko (8/1),
Pavol Bartoš (25/4),
Rastislav Fiantok (21/2),
Milan Forgáč (5/0),
Miroslav Chmela (11/0),
Pavol Košík (29/0),
Ivo Králík (15/0),
Jozef Kukučka (28/0),
Miloš Lejtrich (15/2),
Vladimír Masár (24/1),
Milan Meliš (6/0),
Milan Novák (7/0),
Miroslav Onufer (6/0),
Ján Sedmina (12/0),
Libor Soldán (29/4),
Vladimír Sýkora (15/0),
Ladislav Švec (6/0),
Milan Uhlík (17/0),
Jaroslav Vágner (26/2),
Ľubomír Višňa (26/5),
Štefan Zaťko (19/0) -
trenér Ján Bodnár (do 15. kola), František Skyva (od 16. kola), asistent Ladislav Pajerchin